# Percentuale di arrivo in base

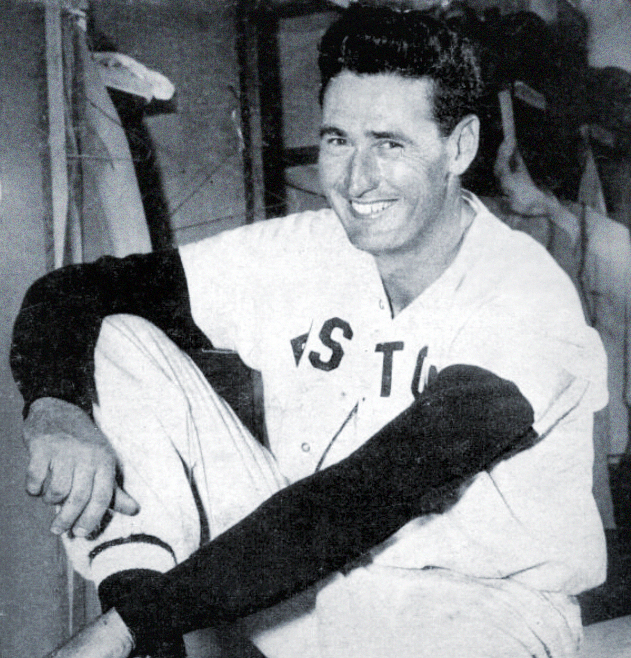
Ted Williams detiene la miglior percentuale di arrivo in base in carriera della storia della MLB

Nel baseball, la percentuale di arrivo in base (in inglese on-base percentage, abbreviato in OBP) è una statistica utilizzata per valutare con che frequenza un battitore raggiunge le basi. Nello specifico registra il rapporto tra cui il battitore raggiunse le basi (la somma delle valide, delle basi su ball e delle volte in cui viene colpito dalla palla di un lanciatore) e il numero di apparizioni in battuta. È diventata una statistica ufficiale della Major League Baseball nel 1984.
Dal momento che tiene conto solo delle valide, delle basi su ball e delle volte in cui si è colpiti dal lanciatore, la OBP non considera quando il battitore raggiunge la basi per un errore della difesa o per altre decisioni arbitrali.
La percentuale di arrivo in base è frequentemente sommata alla media bombardieri dando luogo alla statistica denominata "on-base plus slugging" (OPS). La percentuale di arrivo in base di tutti i lanciatori affrontati da un battitore o da una squadra viene definita on-base against.

## Panoramica
Tradizionalmente i giocatori con la migliore percentuale di arrivo in base battono per primi nell'ordine di battuta (i cosiddetti "battitori leadoff"), a meno che non siano battitori di potenza, che in genere sono posizionati leggermente più in basso in tale ordine. La media della lega è variata considerevolmente nel corso del tempo nella Major League Baseball: ha raggiunto il suo picco sul finire degli anni novanta quando era attorno a .340, mentre era tipicamente sotto .300 nella cosiddetta "dead-ball era". La percentuale può anche variare considerevolmente da giocatore a giocatore. Il record per la migliore OBP in carriera con almeno 3.000 turni in battuta è il .482 di Ted Williams. La cifra minore invece è quella di Bill Bergen con .194.
La percentuale di arrivo in base è calcolata utilizzato la seguente formula:
{\displaystyle OBP={\frac {H+BB+HBP}{AB+BB+HBP+SF}}}
dove
- H = Valide
- BB = Basi su ball
- HBP = Colpito da un lancio
- AB = Turni in battuta
- SF = Volata di sacrificio

In alcuni calcoli non ufficiali, il denominatore è semplificato e comprende solo le apparizioni sul piatto (PA); tuttavia, il calcolo di PA incluse alcuni eventi poco frequenti che abbassano leggermente il risultato finale di OBP (come l'interferenza del ricevitore e il bunt di sacrificio). I bunt di sacrificio sono esclusi dal calcolo di OBP perché derivano da una decisione imposta dal manager con l'aspettative che il giocatore non raggiungerebbe la base e perciò non riflette accuratamente l'abilità del battitore a raggiungere le basi.

### Leader in carriera
| Pos. | Giocatore      | OBP   | Squadre                                                                                     | Anni                 |
| 1    | Ted Williams   | .4817 | Boston Red Sox                                                                              | 1939-1942, 1946-1960 |
| 2    | Babe Ruth      | .4740 | Boston Red Sox, New York Yankees, Boston Braves                                             | 1914-1935            |
| 3    | John McGraw    | .4657 | Baltimore Orioles, St. Louis Cardinals, New York Giants                                     | 1891-1906            |
| 4    | Billy Hamilton | .4552 | Kansas City Cowboys, Philadelphia Phillies, Boston Beaneaters                               | 1888-1901            |
| 5    | Lou Gehrig     | .4474 | New York Yankees                                                                            | 1923-1939            |
| 6    | Barry Bonds    | .4443 | Pittsburgh Pirates, San Francisco Giants                                                    | 1986-2007            |
| 7    | Bill Joyce     | .4349 | Brooklyn Ward's Wonders, Boston Reds, Brooklyn Grooms, Washington Senators, New York Giants | 1890-1898            |
| 8    | Rogers Hornsby | .4337 | St. Louis Cardinals, New York Giants, Boston Braves, Chicago Cubs, St. Louis Browns         | 1915-1937            |
| 9    | Ty Cobb        | .4330 | Detroit Tigers, Philadelphia Athletics                                                      | 1905-1928            |
| 10   | Jimmie Foxx    | .4283 | Philadelphia Athletics, Boston Red Sox, Chicago Cubs, Philadelphia Phillies                 | 1925-1942, 1944-1945 |
| 11   | Tris Speaker   | .4279 | Boston Red Sox, Cleveland Indians, Washington Senators, Philadelphia Athletics              | 1907-1928            |
| 12   | Eddie Collins  | .4244 | Philadelphia Athletics, Chicago White Sox, Philadelphia Athletics                           | 1906-1930            |

### Leader in una singola stagione
| Pos. | Giocatore      | OBP   | Squadra               | Anno |
| 1    | Barry Bonds    | .6094 | San Francisco Giants  | 2004 |
| 2    | Barry Bonds    | .5817 | San Francisco Giants  | 2002 |
| 3    | Ted Williams   | .5528 | Boston Red Sox        | 1941 |
| 4    | John McGraw    | .5475 | Baltimore Orioles     | 1899 |
| 5    | Babe Ruth      | .5445 | New York Yankees      | 1923 |
| 6    | Babe Ruth      | .5319 | New York Yankees      | 1920 |
| 7    | Barry Bonds    | .5291 | San Francisco Giants  | 2003 |
| 8    | Ted Williams   | .5256 | Boston Red Sox        | 1957 |
| 9    | Billy Hamilton | .5209 | Philadelphia Phillies | 1894 |
| 10   | Babe Ruth      | .5156 | New York Yankees      | 1926 |